# Recoropha insueta
Recoropha insueta là một loài bướm đêm trong họ Noctuidae.